# منع التدخين في عربات النقل الخاصة

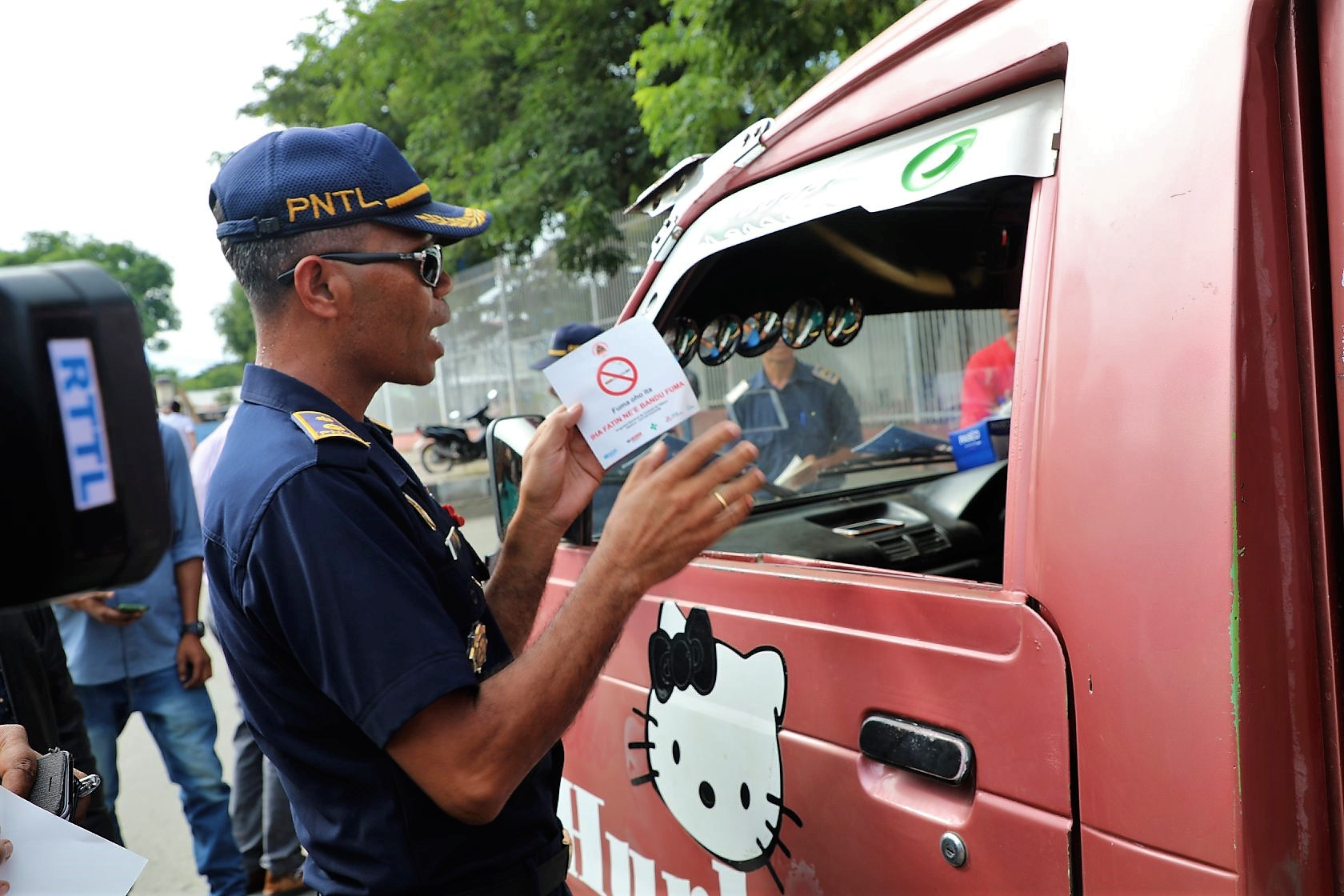
نائب رئيس بلدية مدينة ديل الألمانية في حملة توعوية لحظر التدخين

أصدر منع التدخين في عربات النقل الخاصة لحماية المسافرين من التدخين السلبي ومن أجل زيادة الأمن المروري، على سبيل المثال. عبر منع السائق من الانشغال بالقيام بالتدخين. تستخدم عربات النقل الخاصة من قبل الأفراد للتنقل الخاص، ومنع التدخين في عربات النقل الخاصة أقل شيوعا من المنع الذي يشمل المواصلات العامة أو العربات المستخدمة خلال العمل مثل الشاحنات وسيارات الشرطة.

## أمن المرور
إن القيام بكل من البحث والإمساك بالسجائر ثم إشعالها يعتبر أمرا مشتتا لانتباه السائق إلى حد بعيد. كما أن وصلة السيجارة المحترقة أو الماريجوانا التي قد تسقط في حضن السائق ستؤدي به إلى القيام بردود أفعال جراء الرعب، كما حدث في فيلم ليباوسكي الكبير. إضافة إلى أن أعقاب السجائر التي ترمى من النافذة تهدد بإشعال حريق خطير. ومن المعروف أن بعض الحوادث المرورية الخطيرة في ألمانيا كان سببها سيجارة مشتعلة.
لذا فقد انتقدت بعض المحاكم ارتكاب حماقة التدخين أثناء القيادة. قد يقارن التدخين مع استخدام الهاتف الخلوي أثناء القيادة، الذي منع أيضا من قبل بعض السلطات القضائية.

## الحماية من التدخين السلبي
تم إثبات مخاطر التدخين السلبي بشكل كبير مؤخرا، والتدخين في السيارة (سواء أكانت متحركة أم لا) قد تم منعه من قبل بعض السلطات القضائية كفعل ضد التدخين السلبي، وتشترط بعض القوانين أن يطبق مثل هذا المنع عندما يكون المسافر تحت عمر معين فقط.

## حرائق الغابات
إن رمي السجائر أو فضلاتها من نوافذ السيارات أثناء عبورها في منطقة مزروعة (خاصة خلال الموسم الحار) هو أحد الأسباب التي تؤدي إلى اندلاع حرائق الغابات أو الحرائق في الغابات. حيث تنسب إحصائيات قسم الإطفاء في جنوبي فرنسا نسبة 16% من الحرائق المحلية لفضلات السجائر المرمية من العربات المتحركة (ونسبة 13% بسبب فضلات السجائر التي يرميها المشاة).

## الولايات القضائية وحظر التدخين في عربات النقل الخاصة

### أستراليا
في كوينزلاند تم تطبيق حظر التدخين في السيارات على القاصرين تحت عمر السادسة عشر منذ شهر كانون الثاني 2010. وغرامتها 200 دولار أسترالي على الفور..
في جنوب أستراليا، تم تطبيق حظر التدخين في السيارات على القاصرين تحت عمر السادسة عشر منذ شهر أيار 2007. وغرامتها تتراوح بين 75 إلى 200 دولار أسترالي.
في تسمانيا، اعتبارا من الأول من شهر كانون الثاني 2008، تم حظر التدخين في السيارات على المسافرين تحت عمر الثامنة عشر والغرامة تبلغ 110 دولارا على الفور.
في فيكتوريا، دخل حظر التدخين في السيارات على المسافرين تحت عمر الثامنة عشر حيز التنفيذ الأول من شهر كانون الثاني 2010.
وفي أستراليا الغربية، سيطبق حظر التدخين في السيارات على المسافرين تحت عمر الثامنة عشر في عام 2010.

### كندا
في مقاطعة كولومبيا البريطانية، تم تطبيق حظر التدخين في السيارات على القاصرين تحت عمر السادسة عشر منذ الأول من شهر نيسان 2009.
كما أن حظر التدخين في السيارات على القاصرين تحت عمر السادسة عشر طبق منذ الأول من شهر كانون الثاني 2010 وذلك في مقاطعة نيو برونزويك.
في مقاطعة نوفا سكوتيا، يعتبر التدخين في السيارات التي يوجد فيها مسافرون تحت عمر التاسعة عشر أمرا غير شرعي وذلك منذ الأول من شهر نيسان عام 2008.
وفي مقاطعة أونتاريو، منع التدخين في جميع العربات إن كان قاصر تحت عمر السادسة عشر موجودا وذلك اعتبارا من الحادي والعشرين من شهر كانون الثاني 2009.

### قبرص
يمنع التدخين في السيارات للقاصرين تحت سن السادسة عشر في قبرص.

### جنوب أفريقيا
تم التصويت على قانون يحظر التدخين في عربات النقل الخاصة للقاصرين تحت عمر الثانية عشر.

### الإمارات العربية المتحدة
في يوم الأربعاء، السدس من شهر كانون الثاني عام 2010، تم التوقيع على قانون فيدرالي (يحل محل حظر التدخين الذي كان موجودا بالفعل في أغلب الإمارات). ومن البنود الأخرى التي يتضمنها القانون أنه يطبق حظرا للتدخين في عربات النقل الخاصة عند وجود أطفال تحت سن الثانية عشر.

### الولايات المتحدة
يطبق حظر التدخين في السيارات التي يتواجد فيها أطفال في كل من ولايات أركنساس وكاليفورنيا ولويزيانا وماين إضافة إلى أوريغون وبورتوريكو. كما تناقش بعض الولايات والأقاليم والقرى الأخرى تطبيق قوانين مشابهة.

## التخطيط لمنع التدخين في عربات النقل الخاصة

### كندا
تخطط مقاطعة ساسكاتشوان لمنع التدخين في السيارات التي يتواجد فيها قاصرون تحت عمر السادسة عشر.

### فنلندا
تعتزم فنلندا تطبيق حظر التدخين في السيارات أثناء وجود الأطفال فيها. علاوة على ذلك، فإن التدخين بشكل عام في الأماكن التي يتواجد فيها الأطفال سيتم حظره.

### أيرلندا
يحث المشاركون في حملات ضد التدخين إضافة إلى العلماء الأيرلنديون الحكومة على إصدار مثل هذا الحظر.

### إسرائيل
في إسرائيل، تتم مناقشة أمر حظر التدخين في السيارات في الكنيست.

### هولندا
الخطط ذاتها موجودة في هولندا.

### تايوان
تخطط جمهورية الصين (تايوان) لفرض حظر التدخين أثناء قيادة السيارة أو الدراجة أو حتى أثناء السير على رصيف المشاة. حيث يكمن السبب الجوهري وراء ذلك في الأمن المروري وتلوث الهواء.

## المملكة المتحدة
في انكلترا، يناقش أمر منع التدخين في السيارات عند وجود القاصرين (وذلك ابتداء من عام 2009).